# سبستان باهامي
سبستان باهامي (الاسم العلمي:Cordia bahamensis) هو نوع من النباتات يتبع جنس السبستان من الفصيلة الحمحمية.